# Władysław Czyż
Władysław Czyż (ur. 1942 lub 1943, zm. 12 grudnia 2014) – polski samorządowiec i inżynier, w latach 1990–1994 prezydent Jastrzębia-Zdroju.

## Życiorys
Ukończył szkołę podstawową w Jastrzębiu Dolnym, a później magisterskie studia inżynierskie. 13 czerwca 1990 wybrany pierwszym niekomunistycznym prezydentem Jastrzębia-Zdroju, sprawował władzę m.in. z poparciem Klubu Inteligencji Katolickiej. W 1994 z jego poparciem wybrany do jastrzębskiej rady miejskiej. W głosowaniu radnych z 22 lipca 1994 ubiegał się ponownie o fotel prezydenta, przegrywając z Januszem Ogiegło. Został wówczas wybrany do zarządu miasta.
15 grudnia 2014 pochowany na cmentarzu w Jastrzębiu-Zdroju.